# 박민하 (2007년)
박민하(2007년 7월 2일 ~ )는 대한민국의 배우이자 사격 선수이다.

## 내역
아버지 박찬민과 어머니 김진 사이에 태어난 박민하는 스타 주니어쇼 붕어빵에 출연을 계기로써 배우로 데뷔했고, 현재까지 배우로 활동중이다. 前 소속사이었던 큐브엔터테인먼트를 2015년 8월부터 2018년 6월까지 소속사에 계약하다가 현재는 박민하는 소속사가 없이 여배우으로 활동을 하고 있다.
언니 2명과 남동생이 있고, 큰언니 박민진과 작은언니 박민형은 최근에 테니스 선수로 활동을 하고 있으며 남동생 박민유가 있다.
2019년 사격선수로 전향한 2019 장관기 전국학생사격대회에서 397.4점(대회 신기록)으로 은메달을 땄다.

## 학력
- 군포양정초등학교 졸업
- 금정중학교 졸업
- 흥진고등학교 재학

## 출연 작품

### 드라마
- 2011년 MBC 일일연속극 《불굴의 며느리》 - 비비아나 역
- 2012년 MBC 주말 특별기획 드라마 《신들의 만찬》 - 어린 송연우 역 (서현진 아역)
- 2012년 MBC 수목드라마 《아랑사또전》 - 환생한 어린 아랑 역 (신민아 아역)
- 2013년 SBS 월화드라마 《야왕》 - 하은별 / 어린 주다해 역 (수애 아역)
- 2013년 MBC 주말연속극 《금 나와라, 뚝딱!》 - 진아람 역
- 2013년 MBC 드라마 페스티벌 《불온》 - 죽은 여종의 동생 역
- 2015년 SBS 월화드라마 《미세스 캅》 - 서하은 역
- 2016년 MBC 수목드라마 《W》 - 어린 오연주 역 (5화 특별출연, 한효주 아역)
- 2022년 SBS 월화드라마 《치얼업》 - 도해이 역 (한지현 아역)

### 뮤직비디오
- 2013년 케이윌 - Love Blossom

### 영화
- 2013년 《감기》 - 강미르 역
- 2017년 《공조》 - 강연아 역
- 2022년 《공조 2: 인터내셔날》 - 강연아 역

### 예능
- 2011년 KBS1 《콘서트 7080》 (크리스마스 특집)
- 2011년, 2014년 SBS 《스타 주니어쇼 붕어빵》
- 2012년 MBC 《기분 좋은 날》
- 2012년 MBC 《댄싱 위드 더 스타 시즌2》
- 2012년 SBS MTV 《보이프렌드의 원더보이》 (특별 MC)
- 2012년 SBS 《도전 1000곡》
- 2012년 SBS 《강심장》
- 2013년 SBS 《런닝맨》
- 2014년 MBC 《음악여행 예스터데이》
- 2014년 SBS 《꾸러기 탐구생활》
- 2018년 tvN 《둥지탈출 시즌3》
- 2019년 tvN 《애들생각》

### 광고
- 2011년 CJ제일제당 백설 사리원 불고기 양념
- 2012년 예금보험공사
- 2012년 보건복지부 마더 (마음을 더하세요)
- 2012년 모모 치킨
- 2012년~2013년 한국전기안전공사
- 2012년~2013년 아람출판사
- 2013년 비타민하우스
- 2013년 옥시크린